# Rhacophorus verrucopus
Espèce
Statut de conservation UICN

 NT  : Quasi menacé
Rhacophorus verrucopus est une espèce d'amphibiens de la famille des Rhacophoridae.

## Répartition
Cette espèce est endémique du Tibet en République populaire de Chine.

## Publication originale
- Huang, 1983 : A new flying frog from Xizang - Rhacophorus verrucopus. Acta Herpetologica Sinica, vol. 2, p. 63-65.